# Claes Stenbock
Claes Stenbock, död 1632, var en svensk hovfunktionär.

## Biografi
Claes Stenbock var son till Karl Gustavsson (Stenbock) och Brita Claesdotter (Västgöte). Han blev 1621 kammarjunkare hos kung Gustav II Adolf och 1624 kammarherre. Stenbock deltog i riksdagen 1627 och riksdagen 1629, samt representerade ätten sistnämnda år. Han avled 1632 och begravdes i Stenbockska graven i Västerås domkyrka. Där hans huvudbaner sattes upp.

### Egendom
Stenbock var friherre till Kungslena i Kungslena socken och herre till Toftaholm i Dörarps socken och Haga.